# Kalila et Dimna
Kalila et Dimna (en arabe : كَلِيلَة ودِمْنَة, Kali la wa Damna) est un livre qui comprend plusieurs contes, organisés selon le principe des fables enchâssées. Il a été traduit par Abdullah ibn al-Muqaffa en arabe à l'époque abbasside, plus précisément au IIe siècle de l'Hégire correspondant au VIIIe siècle de l'ère chrétienne, et rédigé dans un style littéraire fondé sur le livre original. De nombreux chercheurs sont convenus que le livre est d'origine indienne : les cinq chapitres (en sanskrit : Pañchatantra, « cinq livres ») ont été écrits en sanskrit au IVe siècle après J.C., puis traduits en langue pahlavi au début du VIe siècle après J.C. par ordre de Khosro Ier.
L'introduction du livre mentionne que le brahmane indien Vichnou-Sarma (Biparti) a écrit pour le roi de l'Inde, Dibašlim (ar) (ou Dabchelim), et que l'auteur a utilisé des animaux et des oiseaux comme personnages principaux, et qu'ils symbolisent principalement des figures humaines. Les histoires incluent plusieurs sujets, notamment la relation entre le dirigeant et le gouverné, l'amitié et l'inimitié, en plus d'un certain nombre de sagesses et de morales. 
Lorsque Khosro Ier apprit l'existence du livre et de son contenu, il ordonna au savant Borzouyeh d'aller en Inde et de copier ce qui était mentionné dans ce livre pour le traduire en persan pahlavi.
Le livre se compose de quinze chapitres principaux qui comprennent de nombreuses histoires dont les héros sont des animaux. Parmi les personnages animaliers les plus importants inclus dans le livre figurent le lion qui joue le rôle du roi, et son serviteur le taureau, qui s'appelle Shatrabah (ou Shanzaba dans certaines versions), en plus de deux chacals, Kalila et Dimna. 
Il comprend également quatre autres chapitres dans les premières pages du livre, qui sont : 
- introduction,
- mission de Borzouyeh en Inde,
- présentation du livre (traduit par Abdullah ibn al-Muqaffa)
- sur Borzouyeh (traduit par Bozorgmehr ibn al-Bukhtan).

La version arabe du livre a joué un rôle majeur dans sa diffusion et sa transmission au reste du monde, soit par le texte arabe directement, soit par des langues intermédiaires tirées du texte arabe. Les anciens critiques arabes classent Kalila et Dimna au premier rang des livres arabes et en font l'un des quatre meilleurs livres avec Al-Kamil d'Al-Moubarred, Al-Bayan wa al-tabyin d'Al-Jahiz et Al-'Umda d'Ibn Rachik.

## Historique des éditions et traductions

### L'origine du livre

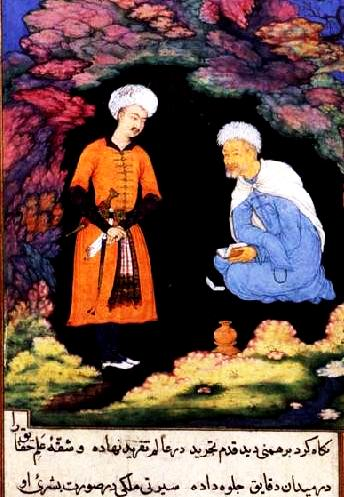
Le roi Dabashlim rend visite au sage Bidpay.

Plusieurs avis différent sur l'origine du livre, mais de nombreux chercheurs sont d'accord qu'il remonte à des origines indiennes et qu'il a été écrit en sanskrit au IVe siècle après J.C. 
Il traite également dans son introduction de l'histoire de Pilpay, le philosophe, et de son roi indien, Dibašlim. 
Il rappelle qu'Alexandre le Grand a envahi les pays de l'Orient, et notamment les pays indiens dont il vainquit le roi. Puis, il décida de nommer un de ses partisans à la tête de l'Inde, afin de continuer son invasion d'autres pays. Mais le peuple indien n'approuva pas ce dirigeant étranger qu'il déposa et remplaça en choisissant comme roi Dibashlim. 
Il fut d'abord un roi juste et miséricordieux. Puis, il devint rapidement un tyran, ce qui poussa le sage Pilpay à aller vers lui et à le conseiller.  Le roi Dibašlim écouta ses paroles puis se mit en colère et ordonna le meurtre de Pilpay et sa crucifixion. Il renonça à le faire et l'emprisonna. 
Plus tard, le roi Dibašlim a libéré Pilpay de prison et lui a demandé de lui répéter ses paroles. Pilpay l'a fait, et Dibašlim écoutait, s'est ému et lui a promis qu'il agirait selon ses paroles. Ce sujet est le début du développement du livre, où Pilpay a demandé au roi Dibashlim d'écrire le livre et de le conserver.
Cependant, il y a ceux qui en doutent et croient que l'origine du livre est arabe, puisque la version arabe est la seule copie ancienne du livre en raison de la perte des copies indienne et persane. Ils croient que l'histoire de l'introduction du livre et de sa transition de l'Inde à la Perse et les histoires qui sont racontées par les langues des animaux ne sont inspirées que par l'imagination de l'écrivain Abdullah bin al-Muqaffa lui-même. Ibn Khallikân a dit dans son livre Tombeaux de célébrités et récits des fils de leur temps : « Ibn al-Muqaffa est celui qui a écrit le livre  Kalila wa Dimna, et il a été dit qu'il ne l'a pas écrit, mais qu'il l'a seulement traduit du persan. » L'origine indienne du texte ne fait plus de doute depuis que l'original des Fables de Vichnou-Sarma a été découvert. Cependant, la version arabe présente des différences qui font d'elle davantage qu'une simple copie. Les histoires sont assez indépendantes les unes des autres, et liées entre elles seulement par le récit-cadre, si bien que l'hypothèse que certaines aient été ajoutées alors qu'elles ne figuraient pas dans l'original indien, est probable. Sur les quinze fables que compte le recueil, cinq ont sans doute été ajoutées dans la version persane. Il s'agit des histoires de Iladh, Baladh et Irakht ; L'ermite et son hôte ; Le voyageur et l'orfèvre ; Le fils du roi et ses compagnons et du récit du Procès de Dimna.

### Traduction

#### La version persane

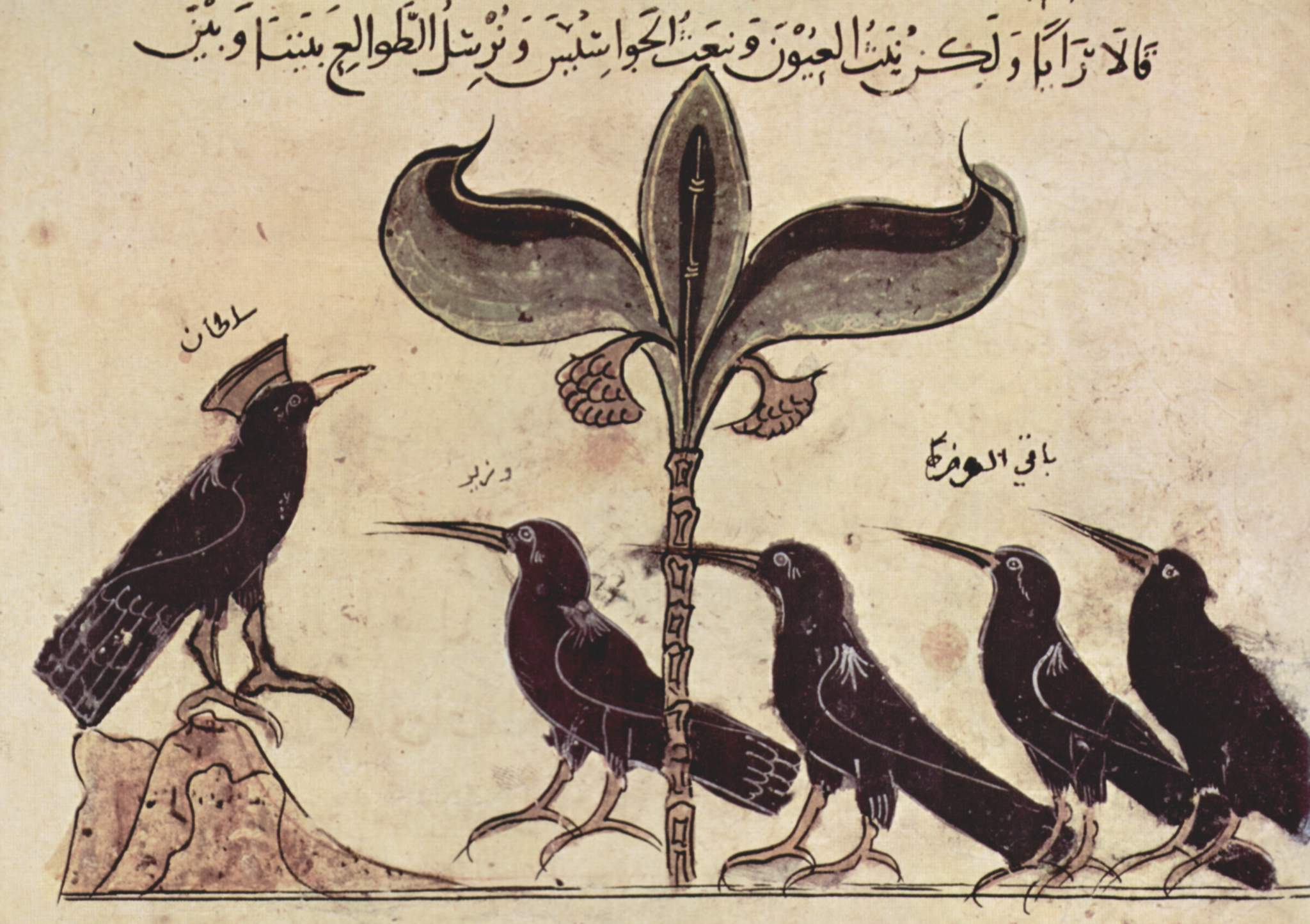
Le roi corbeau et ses conseillers

Les premières traductions du livre le furent en pahlavi persan au VIe siècle, sous la dynastie sassanide, lorsque Khosro I Anushirwan a demandé à son ministre, Bozorgmehr, de rechercher pour lui un homme sage qui serait compétent en persan et en hindi. Le roi lui a fourni l'argent dont il avait besoin. Alors Borzouyeh fut envoyé en Inde, et là il s'est mêlé à la cour du roi, composée d'érudits et de philosophes, et a commencé à leur dire qu'il était venu dans leur pays pour chercher la connaissance et la littérature, et qu'il avait besoin d'eux pour y parvenir, et il était capable d'obtenir ce pour quoi il était venu avec ses bonnes manières, sa sagesse et sa ruse. Après avoir terminé la copie de ce livre et d'autres, Anushirwan en a été informé, et lui a demandé de revenir. Lorsque le roi vit la fatigue et la faiblesse qui l'affligeaient, il lui ordonna de demander ce qu'il voulait, alors sa demande fut qu'Anushirwan compose un chapitre décrivant son protagoniste et son expérience, et d'en faire les premiers chapitres du livre, en particulier avant « Le Lion et le bœuf ». En récompense de ses efforts, Borzouyeh se voit donc accorder le privilège d'insérer son autobiographie au début du livre, sous l'autorité du roi Khosro.
Il a obtenu ce qu'il voulait. Le livre du Shahnameh mentionne que Borzouyeh aimait la science et la sagesse, et il lut un jour dans l'un des livres que les Indiens avaient une plante, la sanjivani, capable de rendre la vie aux morts,. Comme Borzouyeh était proche de Khosro, ce dernier demanda à Borzouyeh d'aller en Inde pour obtenir cette plante. Quand il l'atteignit, il fit face à de nombreuses difficultés jusqu'à ce qu'il devienne clair pour lui que la plante visée n'était rien d'autre qu'un symbole d'un livre possédé par le roi de l'Inde, que personne n'était autorisé à copier, sauf qu'en raison de son bon caractère et de sa sagesse, il a pu voir cette copie. On pense également que Borzouyeh a ajouté d'autres contes indiens à Kalila et Dimna du livre du Mahabharata, en plus de l'introduction qui comprend sa biographie et son voyage en Inde.
Sont également traduites de la version persane à la fois la version syriaque en 570 après J.C. et la version arabe en 750 après J.C..

#### La version arabe

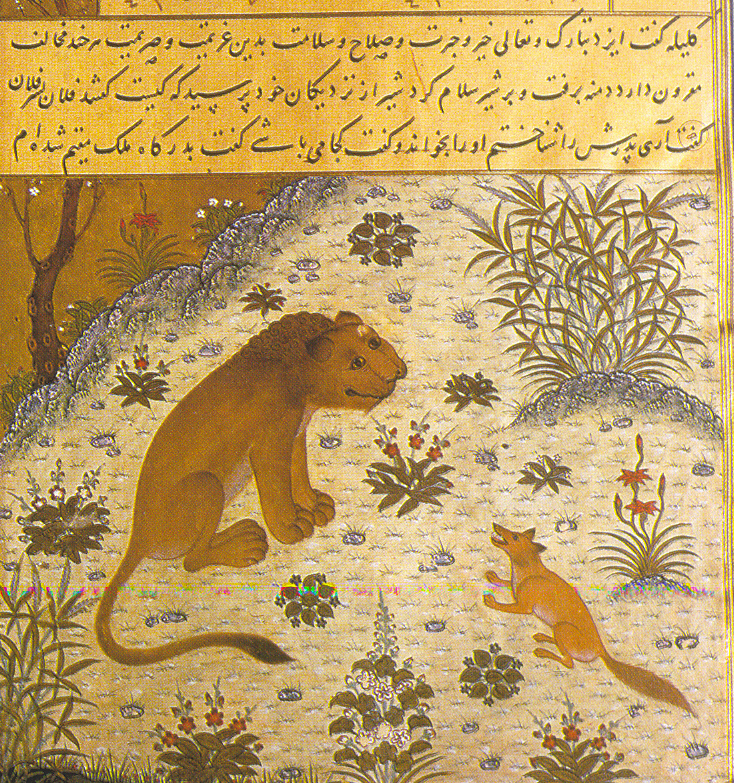
Manuscrit persan du XVe siècle, conservé à Istanbul

La traduction du livre en arabe a été réalisée au huitième siècle par Abdullah ibn al-Muqaffa d'après la version persane, car le livre a eu un impact profond sur lui-même, et parce que la politique et la vie sociale au temps du sage indien Bidba et du roi Dibashlim étaient similaires à ce qu'elles étaient avec le calife Al-Mansur, qui était connu pour sa force et sa sévérité envers ceux qui n'étaient pas d'accord avec lui. Sa traduction se distingue par la spécificité du contexte temporel et spatial. Il ajouta quelques histoires de son cru, en modifia d'autres et y ajouta son style. Il a également créé un chapitre intitulé « Le procès de Dimna », et il a ajouté quatre chapitres qui ne figuraient pas dans la version persane. En ce sens, le travail d'Ibn al-Muqaffa peut être tenu pour une adaptation, et non simplement une traduction.
L'œuvre d'Ibn al-Muqaffa est considérée comme l'une des meilleures œuvres en prose de la littérature arabe, et selon certains, il s'agit du premier chef-d'œuvre de la littérature arabe en prose,. La version arabe est la seule qui ait survécu, contrairement aux versions indienne et persane, qui ont été perdues, et qui s'est répandue dans la littérature mondiale,.

#### Doutes sur la crédibilité de la traduction
Pendant qu'il était en Inde, Al-Biruni a cherché à trouver l'exemplaire original du livre afin de le traduire, car il croyait que la version d'Ibn al-Muqaffa était d'une authenticité douteuse. Al-Muqaffa est accusé d'être manichéen. Ayant constaté que le chapitre sur Borzouyeh ne figure pas dans la version indienne, al-Biruni soupçonne al-Muqaffa de l'avoir ajouté dans le dessein d'instiller le doute dans l'esprit des lecteurs et de les incliner au manichéisme. En effet, le personnage de Borzouyeh trahirait une relation au manichéisme. Mais la critique d'al-Biruni ne repose sur aucune preuve. Les origines indiennes du texte peuvent expliquer l'accusation de tendance au magisme qui a valu à al-Muqaffa une réputation d'hérésie.
La version arabe n'est pas fortement imprégnée par l'islam. L'auteur s'est contenté d'effacer les références les plus explicites à la religion indienne. Mais il a laissé subsister les personnages de moines, étrangers à la vision du monde islamique. Tout au plus a-t-il rendu certains aspects plus compatibles avec la morale musulmane : ainsi, il ajoute l'épisode du Procès de Dimna pour moraliser la fable. Mais dans l'ensemble, le cadre religieux est celui d'un monothéisme indéterminé,.

#### Traductions de la version arabe

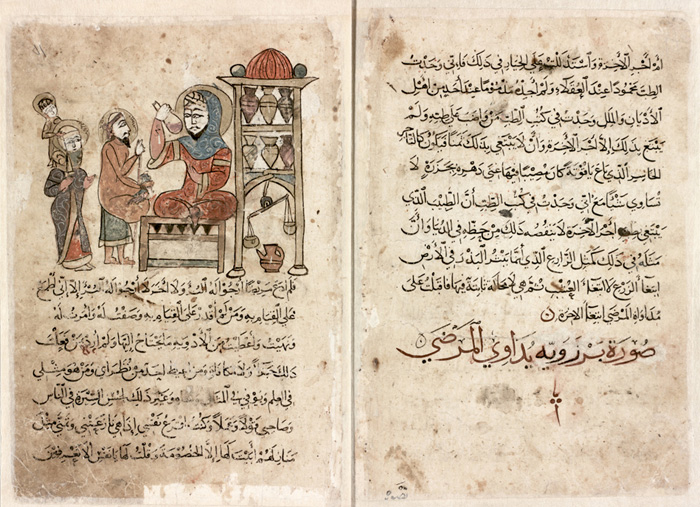
Manuscrit de 1346-1347, le plus ancien connu, conservé dans les collections du roi Fayçal

Dans presque toutes les langues, les éditions reposent sur la version arabe du livre de Kalila et Dimna, soit directement à partir du texte arabe, soit par des traductions intermédiaires tirées du texte arabe. 
Le livre a été traduit en syriaque pour la deuxième fois au Xe ou XIe siècle, et en grec par Syméon Seth en l'an 1080, à Byzance, sous le titre Stephanites et Ichnelates. 
Il a été retraduit en persan moderne par le poète Roudaki puis en prose par Abu al-Ma'ali Nasrallah (en) en l'an 1121.
Il fut traduit en castillan (Calila y Dimna) en 1252, à la demande d'Alphonse X. Le manuscrit d'une traduction inachevée de l'espagnol en latin, sur parchemin, de 1313, est conservé à la Bibliothèque Nationale de France. Cette œuvre de Raymond de Béziers était destinée à l'instruction des enfants de Philippe le Bel. 
Le livre a également été traduit de l'arabe en hébreu par le rabbin Joël au XIIe siècle, puis la version hébraïque a été traduite en latin par Jean de Capoue, en 1263, sous le titre Directorium Humanæ Vitæ, imprimée en 1480, qui est devenue une source pour la plupart des versions européennes. 
Elle est devenue, en espagnol, Exemplario contra los engaños y peligros del mundo, traduite en italien par Agnolo Firenzuola en 1541. La version allemande du livre, Das Buch der Weisheit, a été imprimée en 1483, faisant du livre l'un des premiers livres à être imprimés par la presse de Gutenberg après la Bible. 
La version latine a également été traduite en italien par Anton Francesco Doni en 1552, et cette copie est devenue la base de la première traduction en anglais. En 1570, Thomas North l'a traduite de l'italien en anglais élisabéthain sous le titre The Fables of Bidba. Cette traduction a été réimprimée par Joseph Jacobs en 1888. 
En 1644, certains des contes du livre sont apparus en français dans un livre intitulé Livre des lumières, ou la Conduite des roys, et cette traduction française est restée inconnue jusqu'à l'avènement d'Antoine Galland, qui a traduit le livre Kalila et Dimna en 1788 sous le titre de Contes et Fables Indiennes transmis de Bidba et Loqman, traduites du livre d'Ali Tchelebi ben Saleh, auteur turc. 
On dit aussi qu'il existe une autre traduction française parue avant cela et publiée en 1709, dont une traduction anglaise a été tirée sous le titre Instructive and Entertaining Fables of Pilpay, an ancient Indian Philosopher en 1775. 
La Fontaine, en 1679, a fondé sa traduction des Fables de Bidpaï sur une copie intitulée Le sage indien Bilbay (al-Hakim al-'indi Bilbay), et sur Livre des lumières, ou la Conduite des roys publié par Gilbert Gaulmin en 1644. Une vingtaine des récits du fabuliste français sont inspirés de Kalila, notamment  « La Tortue et les deux Canards », « Le chat et le rat » et « La Souris métamorphosée en Fille »,.
La version sur laquelle se sont appuyés les traducteurs français comme Antoine Galland provient de la traduction turque d'Ali Tchelebi, l'un des professeurs du Collège d'Edirne sous le règne du sultan Soliman Ier, qui porte le titre du Livre des Rois (Humayun Nameh),. 
Silvestre de Sacy a publié une édition du texte arabe, précédée d'une introduction en français, en 1816, intitulée Calila et Dimna ou fables de Bidpaï. Wyndham Knatchbull les a traduites de l'arabe en anglais sous le titre Kalila and Dimna or The fables of Bidpai, trois ans plus tard.
En français, la traduction d'André Miquel, publiée en 1957, Le livre de Kalila et Dimna ou Les fables de Bidpaï, est considérée comme un ouvrage de référence, parce qu'il a été traduit directement de la version arabe la plus ancienne.

## Contenu du livre

### Sommaire

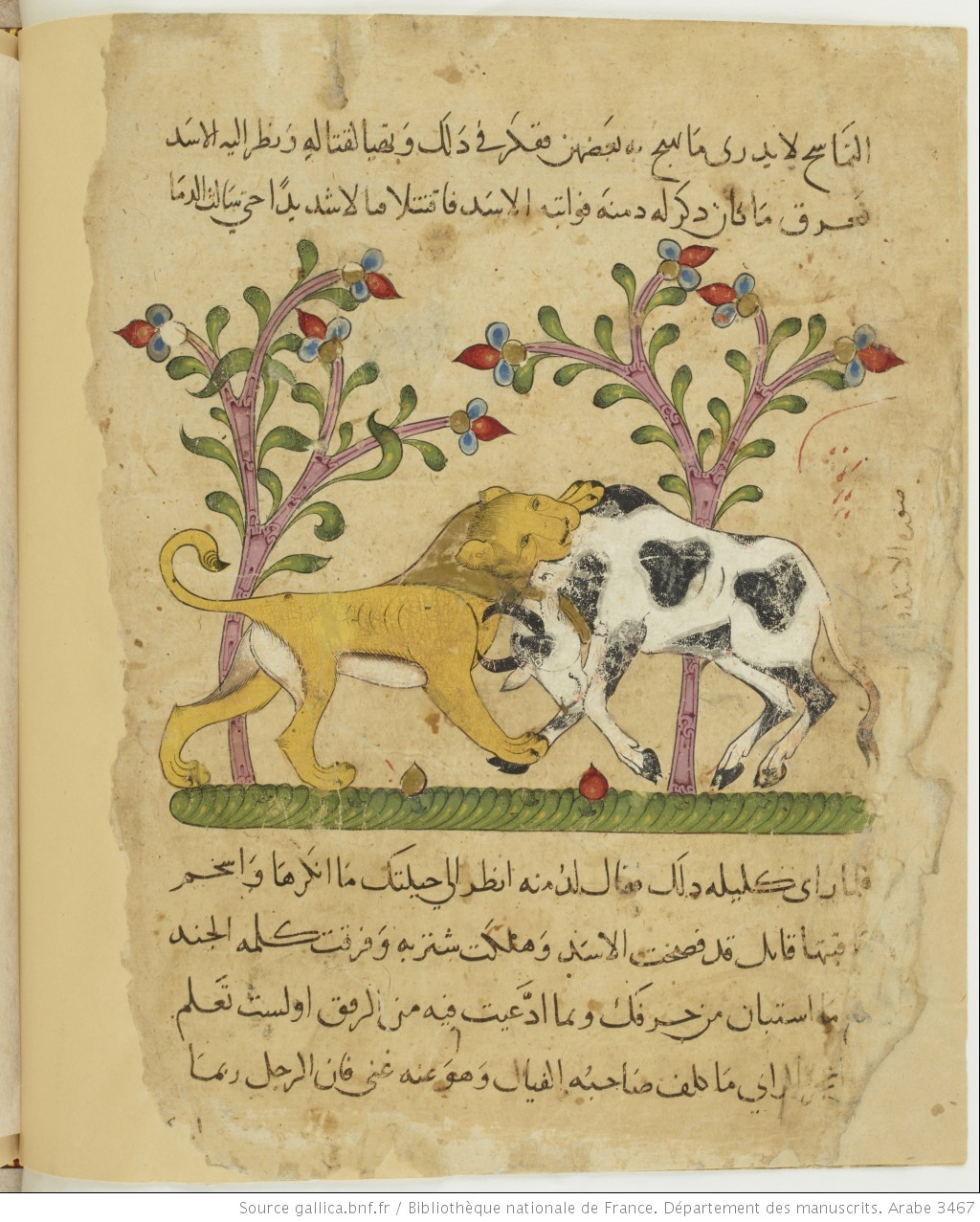
Le lion et le bœuf (BNF / Gallica)

Le livre contient quinze chapitres (abwâb) principaux, à savoir :
- le Lion et le bœuf (ou Le lion et le taureau, al-'asad wa 'l-thawr) ;
- la colombe à collier (al-hamâmat al-muṭawaqa) ;
- les Hiboux et les Corbeaux (al-bum wa l-ghirban) ;
- le Singe et la tortue (al-qird wa l-ghaylam) ;
- l'Ermite et la Belette (al-nâsik wa ibn ʿirs) ;
- le Rat et le chat (al-juradh wa l-sunûr) ;
- le Prince et l'Oiseau Fenzah (al-malik wa l-tayir fanza) ou le Prince et l'oiseau Qoubbira ;
- le Lion et le chacal qui était ermite (al-'asad wa l-shaghbir al-nâsik wahu abn awaa) ;
- Iladh, Baladh et Erakht ;
- la Lionne, le cavalier et le chacal (al-labwat wa l'-iswar wa l-chaghbir) ;
- le Voyageur et l'orfèvre (al-sâyih wa l-ṣâyigh) ;
- le fils du Roi et ses compagnons (Ibn al-malik wa 'aṣḥâbih) ;
- le Procès de Dimna (al-fahs ʿan 'amr dimna) ;
- l'Ermite et l'invité (al-nâsik wa l-dayf) ;
- la Colombe, le renard et le héron (al-hamâmat wa 'l-thaʿlab wa l-malik al-hazin)[4],[45],

en plus des quatre sections qui figurent dans les premières pages du livre, qui sont : le chapitre d'introduction du livre, le chapitre sur la mission de Burzuyeh en Inde, le chapitre de présentation du livre, traduit par Abdullah bin Al-Muqaffa, et le chapitre sur Berzueh, traduit par Bozorgmehr bin Al-Bakhtkan.
Dans la version d'Antoine Galland, Les contes et fables indiennes de Bidpaï et de Lokman sont organisés comme suit :

Aventure d'Humaiounfal, histoire de Dabchelim et de Bidpaï.
Chapitre I : Qu'il ne faut pas écouter les discours des médisants.
Chapitre II : De la fin malheureuse d'un méchant.
Chapitre III : Comment on peut se faire des amis, et quel avantage on peut tirer de leur commerce.
Chapitre IV : Comment il faut toujours se méfier de ses ennemis, et savoir parfaitement ce qui se passe chez eux.
CHAPITRE V. L'on perd souvent par sa faute un bien que l'on n'a acquis qu'après bien des peines.
CHAPITRE VI. Sur les malheurs que la précipitation entraîne après elle.
CHAPITRE VII. Il est permis de dissimuler avec ses ennemis, et même de leur témoigner des sentimens [sic] d'amitié pour se délivrer d'un danger, et nous soustraire aux maux dont ils veulent nous accabler.
CHAPITRE VIII. Sur la conduite que l'on doit tenir envers un ami que l'on a offensé, et sur le danger que l'on court d'ajouter foi à ses paroles flatteuses.
CHAPITRE IX. Que la clémence est une des plus grandes vertus des Princes.
CHAPITRE X. Que celui qui fait le mal reçoit ordinairement un plus grand mal.
CHAPITRE XI. Sur la tyrannie et l'injustice. Que l'on doit être content de l'état dans lequel la Providence nous a placés, et ne pas le quitter pour en embrasser un autre.
CHAPITRE XII. Que la douceur et la modération sont les qualités le plus à désirer dans un Monarque.
CHAPITRE XIII. Sur le danger que courent les Princes en accordant leur confiance à ceux qui en sont indignes.
CHAPITRE XIV. Sur la différence de la destinée des hommes.
Les titres des chapitres de Kalila and Dimna or The fables of Bidpai, traduites en anglais par Wyndham Knatchbull (1819), se réfèrent aux titres des fables :
Chapitre I : Préface par Ali, fils d'Alschah Farési (Ali Ibn al-Shah al-Farsi)
Chapitre II : Mission de Barzouyeh en Inde en quête du livre nommé "Kalila et Dimna"
Chapitre III : Sujet principal de Kalila et Dimna, de la plume d'Almokaffa (al-Muqaffa)
Chapitre IV : histoire du savant Barzouyeh, composée par Buzurdjmihr (Bozorgmehr), fils de Bakhtégan
Chapitre V : Le lion et le bœuf, ou allégorie de deux amis qu'un menteur parvient à désunir
Chapitre VI : Enquête sur la conduite de Dimna ; sa défense
Chapitre VII : La colombe à collier, allégorie de l'amitié sincère
Chapitre VIII : Les hiboux et les corbeaux, ou du danger d'être trompé par ses ennemis
Chapitre IX : Le singe et la tortue, ou allégorie d'une personne qui, ayant obtenu ce qu'elle voulait, le perd
Chapitre X : L'ermite et la belette, ou du danger de se précipiter dans une affaire dont on n'est pas assez familier
Chapitre XI : Le rat et le chat, allégorie d'une personne qui a de nombreux ennemis
Chapitre XII : Le roi et l'oiseau, allégorie de personnes vindicatives et indignes de confiance
Chapitre XIII : Le lion et le chacal, ou allégorie d'un homme qui veut se réconcilier avec celui qu'il a maltraité
Chapitre XIV : Histoire de Iladh, Beladh et Irakht, et du sage Kibarioun
Chapitre XV : La lionne et le cavalier, allégorie de celui qui s'abstient de faire du mal à autrui à cause des mauvaises conséquences pour lui-même.
Chapitre XVI : L'ermite et son invité, allégorie de l'homme qui quitte son état pour en embrasser un autre
Chapitre XVII : Le voyageur et l'orfèvre : allégorie de l'homme qui fait du bien à ceux qui n'en sont pas dignes
Chapitre XVIII : Le fils du roi et ses compagnons, allégorie du destin et de l'effet inévitable des décrets divins.

### Illustrations
Une interprétation de l'islam interdit la représentation de l'être humain. Mais cette vision aniconique n'est pas la seule possible. Kalila et Dimna constitue un exception à cette tradition. En effet, de nombreux manuscrits sont riches de miniatures représentant les animaux, mais aussi les personnages humains. Le plus ancien manuscrit enluminé date du XIe siècle. Remarquable par la qualité de ses miniatures est le manuscrit 3465 de la BNF, dont la facture révèle une fabrication au Proche-Orient, avec une influence byzantine. Mais on connaît aussi, en Inde, des bas-reliefs inspirés des fables. Le livre a donc suscité une tradition iconographique ancienne. Un manuscrit justifie la présence de ces illustrations : « la peinture d’images d’animaux, dans une variété de couleurs et de pigments, réjouit le cœur des rois. »

### Thèmes et style littéraire

#### Style narratif

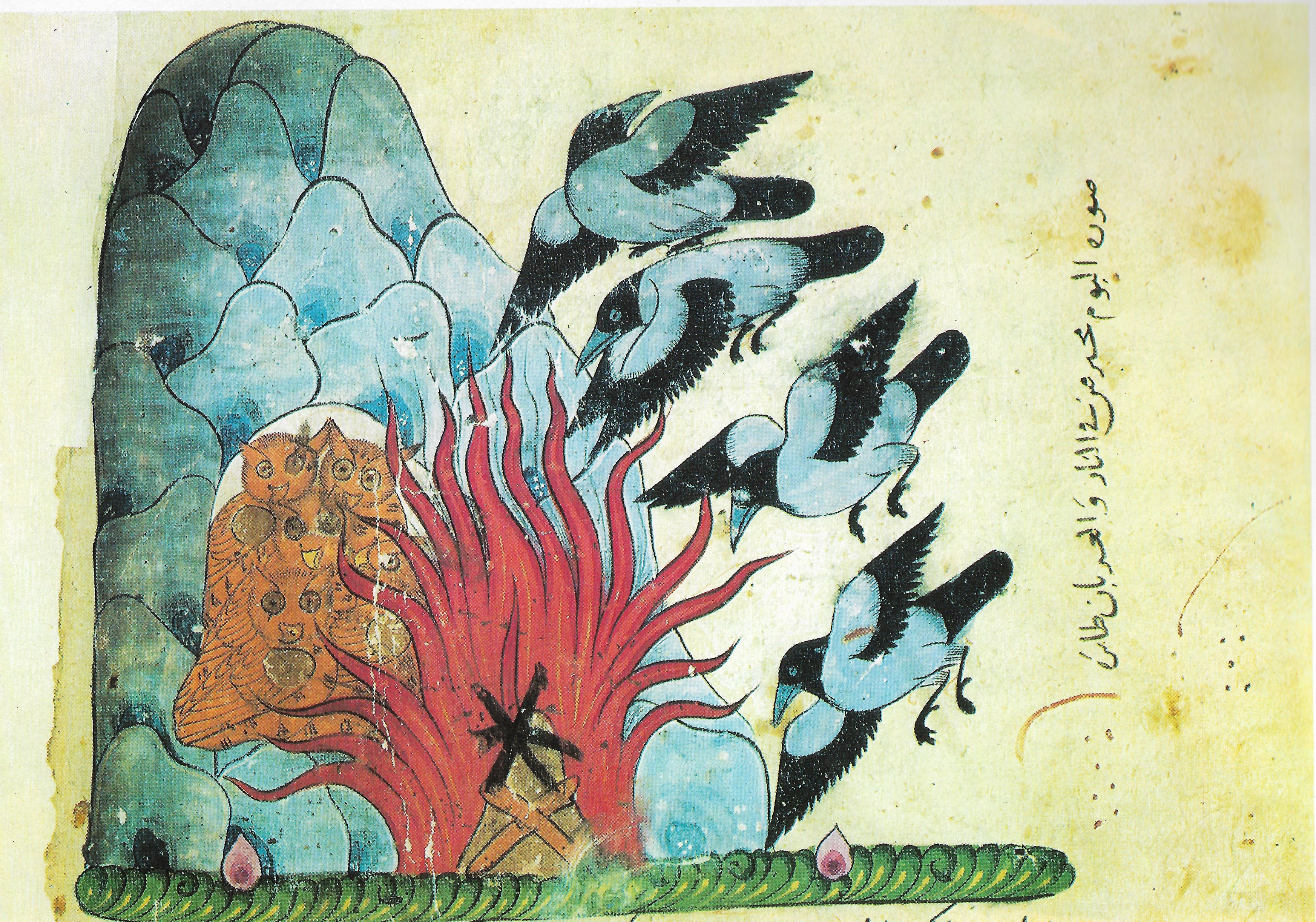
Les corbeaux et les hiboux

Les histoires sont racontées dans le style de fables qui donnent la parole aux animaux,. Le style de narration dans Kalila et Dimna est fondé sur le principe des contes inclus dans un autre, connu sous le nom de récit-cadre. La structure est similaire à celle des Mille et Une Nuits, bien que ce schéma apparaisse plus largement dans ce dernier. Antoine Galland en définit le principe : « la principale caractéristique tient dans l'enchâssement  complexe de fables au sein d'une histoire-cadre responsable d'en assurer la succession. » Le livre peut ou bien être pris comme un seul bloc d'histoires, ou bien on peut lire chaque histoire séparément. Mais le récit-cadre ou les récits enchâssés sont interdépendants : le premier ajoute une unité et introduit un suspense, tandis que les autres apportent une matière au récit principal. Bien que ces contes intégrés puissent différer de l'histoire-cadre en termes de genre, ils la soutiennent en termes de fonction, et agissent comme une extension de celle-ci et ajoutent des composants narratifs, car il existe un plan narratif reliant l'histoire-cadre et les histoires enchâssées. Cette structure en « boîtes chinoises » ou à tiroirs est une forme de mise en abyme,.
On retrouve cette structure en poupées gigognes dans la version d'Antoine Galland. Le narrateur est tantôt le vizir, tantôt le sultan. Les récits s'imbriquent les uns dans les autres, du fait qu'un personnage d'une fable devient le narrateur de la fable suivante. La structure du récit est polyphonique (متعددة الأصوات).
Dans la version d'Antoine Galland, le sultan Dabchelim découvre un trésor : le testament du roi Houschenk, riche de quatorze précieux conseils à l'usage des souverains. À chacun de ces préceptes correspond une fable.

#### Le récit-cadre
L'introduction, qui a été rédigée par un certain Ali bin Shah al-Farsi (Ali ibn al-Shah le Persan), avec ses trois parties, forme le récit-cadre ou trame principale. C'est Ali ibn al-Shah qui commence la narration rétrospective pour former le premier récit, en disant : « Alexandre le Grand, après avoir vaincu les rois… » Dans Kalila, l'imbrication va jusqu'à cinq niveaux : le discours du narrateur qui évoque le roi Dabchelim, qui fait appel au sage Bispaï pour lui raconter une fable dans laquelle les personnages de Kalila et Dimna deviennent narrateurs d'autres fables, qui parfois en contiennent d'autres à leur tour. Il apparaît dans l'histoire-cadre que Bidba n'arrête de parler qu'après avoir persuadé le roi et l'avoir empêché de pratiquer l'injustice, de sorte que l'histoire se termine par une prière pour que le narrateur continue. Le récit-cadre a donc la forme d'un dialogue entre le roi et le sage, qui crée un lien pour unifier les divers chapitres du livre et ses différents thèmes. Bien souvent, le même schéma se reproduit : le narrateur fait allusion à une histoire puis marque un silence. Son interlocuteur lui demande alors : « Comment cela ? » et l'on enchaîne avec la fable suivante.

#### Les récits enchâssés
Les histoires enchâssées sont basées sur la diversification et le remplacement de la trame principale, pour compléter la construction de l'image globale en reproduisant ses composants narratifs et son contenu sémantique sans perdre sa spécificité narrative. L'introduction elle-même est construite selon ce procédé. Les fables enchâssées sont des exemples (maṯal) fournis par le sage Bidpaï. Le terme maṯal peut être défini : « n'importe quelle forme brève à visée didactique donnée comme argument. »
Elles ne la remplacent pas, car le conte intégré n'annule pas le rôle du conte-cadre, ni vice versa, mais ils se complètent plutôt. Le récit-cadre constitue l'environnement narratif auquel appartient le conte enchâssé, tandis que les contes enchâssés comblent le vide partiel formé par leur substitution à la trame principale, et restituent l'image entière.
Les contes inclus dans le livre appartiennent à différents niveaux de classification. Il y a 14 contes majeurs qui se ramifient en 32 contes mineurs et sept sous-histoires. Ainsi, le total des histoires incluses dans Kalila et Dimna est de 53, à l'exception de l'histoire « L'alouette et l'éléphant » qui a été mentionnée en dehors du dialogue qui a eu lieu entre Bidba et Dibashlim, mais elle fait partie de la construction narrative composante du récit-cadre.

#### Structure du texte

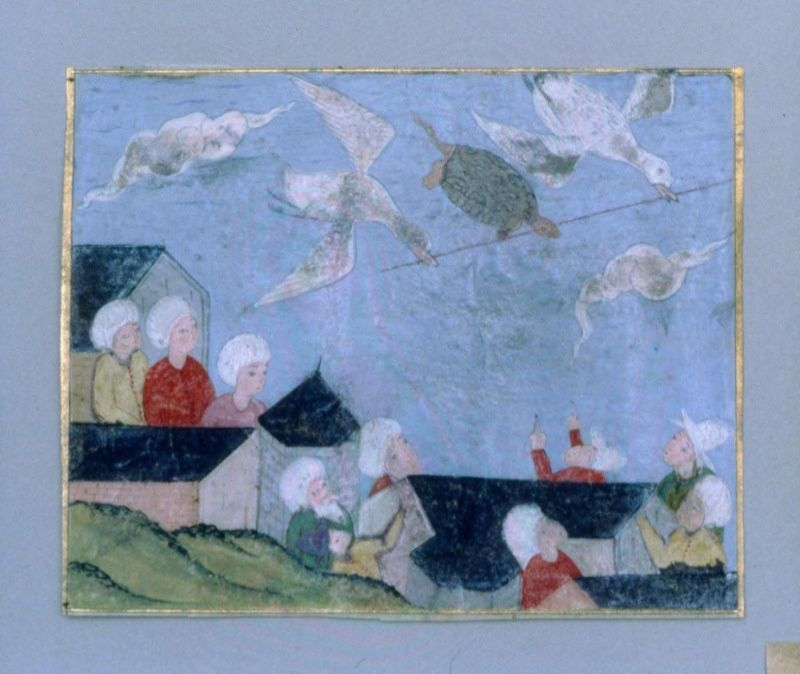
La tortue et les oies

Il y a des unités qui forment la structure du texte, à savoir l'attribution (affiliation, paternité), la reproduction, la dualité ou contraste et l'image rhétorique. La signification principale de la narration réside dans l'histoire-cadre, et les contes qui y sont inclus n'en sont que des variations. Il y a l'histoire principale du sage philosophe Bidba et du roi Debashlim, et les contes qui en découlent, et constituent une partie diversifiée au niveau de la construction, de la fonction et du style, contribuant à compléter et enrichir l'histoire cadre.
Éléments essentiels de la narration dans le récit-cadre par leur fonction de diversification et de substitution, les contes ramifiés acquièrent leur légitimité par leur affiliation au récit-cadre, qui travaille à encadrer les ramifications et à leur donner le statut de récits authentiques, en les attribuant à un narrateur et à un espace précis. Ainsi, le récit-cadre confère une authenticité au récit enchâssé en indiquant son origine. Par conséquent, on commence avec « Ali bin Shah a dit », qui parle au passé de l'invasion de l'Inde à l'époque d'Alexandre, suivi de l'apparition du roi Dibashlim, dont le discours est la deuxième unité du texte.
La reproduction commence avec une première histoire dans l'histoire-cadre, lorsque le sage Bidba rencontre ses élèves pour les consulter au sujet du roi Dibashlim, et il leur expose sa sagesse en disant : « Une personne sage peut atteindre par ses ruses ce qu'elle ne peut pas atteindre avec des chevaux et des soldats. » Bidba l'a représenté avec le conte « L'alouette et l'éléphant », un conte qui tire sa légitimité de sa fonction explicative par rapport au discours abstrait du récit-cadre.
La dualité ou l'opposition conduit à la victoire de la raison dans l'image globale, qui est représentée par le sage Bidba. Cela va également de pair avec l'occupation d'un espace narratif plus grand pour lui, contrairement à l'espace accordé au roi Debashlim, qui est limité par rapport au sage. Cela est dû au fait que le roi a renoncé à son autorité oppressive et fait place au dialogue. Le sage Bidba est devenu celui qui possède l'action et l'initiative.
Il y a trois images rhétoriques qui constituent la nature de la narration dans le conte-cadre, qui sont la narration, le discours structurel et le discours argumentatif. Quant à la narration de l'information, elle est réalisée par Ali bin Shah al-Farsi. Le narrateur tend à relier les unités fonctionnelles afin de coordonner et d'organiser la narration afin qu'elle conduise à son développement et organise le dialogue. Le narrateur décrit également ce que le roi avait en tête, ainsi que le début de la rencontre qui a réuni le sage Bidba et le roi Dibashlim. Quant au discours structurel dans la narration, il est lié au roi Dibashlim et à son autorité, qui se demandait qui venait à lui et s'adressait à lui. L'imbrication dans le discours de Debashlim entre le constructif et le déclaratif, bref et condensé, est une forme d'identification. Le retour de Dibashlim du discours émotionnel et de la réaction au discours de jugement est considéré comme l'incarnation d'un retour à la voix de la raison, du dialogue et de la symétrie avec Bidba le sage. Quant au discours argumentatif, le discours de Bidba se caractérise par la clarté et la précision, dans lequel les contes et les paraboles se chevauchent avec un objectif argumentatif visant à la persuasion. « Ô Bidba, répète-moi toutes tes paroles, et n'en laisse pas une seule lettre. Alors Bidba dispensa ses paroles et le roi l'écouta. » Et les histoires enchâssées que raconte Bidba forment la trame de l'argumentation, où la question est de Dabashlim et la réponse vient de Bidba : le roi demande au sage un exemple pour l'instruire, et Bidpaï satisfait sa demande en lui racontant une fable.

#### Style réaliste et allégorique
On note que les contes de style réaliste présentent un ensemble de situations, mais chacune tire sa signification de son propre contexte narratif. Le conte réaliste peut être défini comme une unité narrative dont les personnages évoluent dans le domaine du possible. Le style réaliste est représenté dans les contes qui illustrent des valeurs morales positives ou négatives. Sur un total de 15 histoires. Il y a 10 contes pour illustrer des valeurs négatives, en particulier une déficience ou un déséquilibre dans le comportement humain comme le vol, la tromperie, et la dépendance. Des exemples de ce cas sont « Les deux voyageurs » (ou « Le fou et le benêt »), et le conte « La femme, le peintre et l'Esclave »,. Dans la première histoire, il y a trois exemples de vices représentés avec la trahison, l'abus de confiance et le vol. Dans la seconde, qui raconte comment une femme mariée et son amant se rencontrent à l'insu du mari grâce à un signe entre eux, sont représentés deux exemples, à savoir la trahison et le vol. À la fin, la vertu triomphe. Quant aux valeurs données en exemple, elles sont exprimées dans cinq contes, classés en termes de fonction en deux catégories : les contes de sagesse et ses équivalents -- le conseil, la contemplation, l'application de la raison et la subordination à la logique ; la croyance au destin. Des exemples en sont « L'histoire du marchand et de ses fils » et le Conte d'« Iladh, Baladh et Erakht ». Les deux contes accomplissent une même fonction à travers des événements différents avec la présence du sage en eux : dans le premier, le cheikh, le vieil homme, dont l'expérience domine le conte, et dans le second, le sage Kabarioun, dont l'expérience domine également le conte, l'élément commun étant la sagesse. L'éloquence des contes de style réaliste émerge de la réalité de la vie quotidienne et de ses détails sur le comportement humain, de sorte que les contes de valeur positive forment l'autre partie dans le contraste, tandis que les contes de dépréciation de la valeur représentent le premier parti.
Le symbolisme animalier apparaît dans les contes, à travers la diversité des personnages, qu'il s'agisse d'un animal seul, comme dans « Le Conte du Corbeau, du Serpent noir et du Chacal », ou d'un animal et d'un objet inanimé comme « Le Conte du renard et du tambour », ou d'un animal et d'un être humain comme « Le conte du roi et l'oiseau Fenza ». La description des personnages du style allégorique ne se préoccupe pas de leurs traits, ils agissent plutôt comme l'incarnation d'un type, comme la force chez le lion et la ruse et la tromperie chez le renard. La signification du symbolisme animal réside dans la représentation des attitudes et des traits humains par des personnages animaux. Il y a aussi un sens direct et un sens figuré qui contribuent à donner au texte son essence imaginaire par substitution et déguisement dans la représentation du comportement humain.
Abdelfattah Kilito dit : « La sagesse du mythe est placée dans la parole de l'animal... Le mythe imite la valeur symbolique que chaque animal incarne au sein de la communauté animale. Et toute parole prononcée par un animal correspond à la position que celui-ci représente dans le complexe animal et au rôle qu'il y joue. Le rôle d'un lion est différent de celui d'un chacal, d'un renard et d'un crocodile... Le mimétisme vise la manière dont [chaque animal] doit se comporter et s'exprimer, et le résultat est la conclusion d'un schéma dont les caractéristiques ont été définitivement déterminés. »

#### Les grands thèmes

##### L'amitié

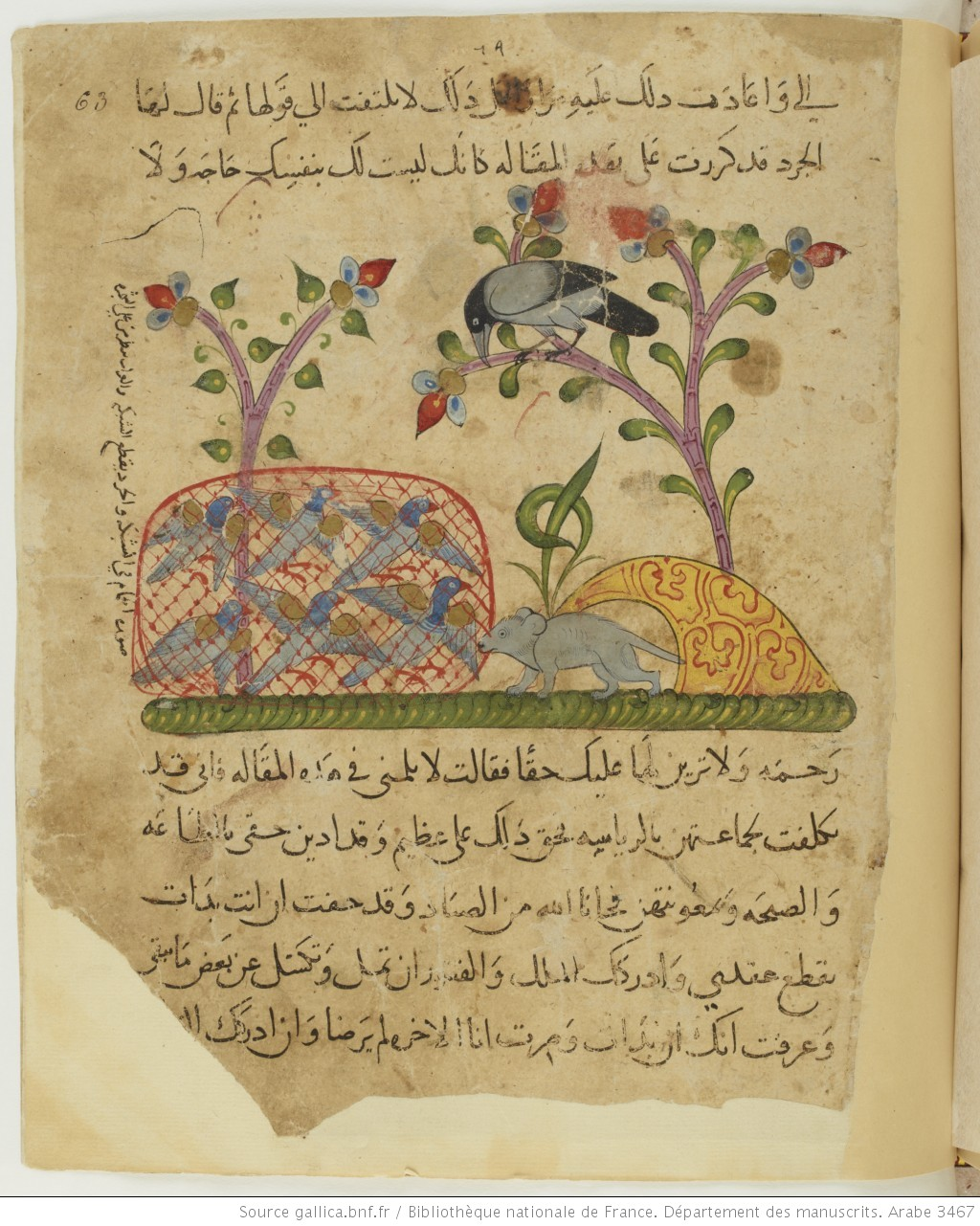
Kalila et Dimna : « La colombe au collier » (manuscrit du XVe siècle, BNF / Gallica).

Les thèmes des contes se distinguent par leur diversité, mais les notions d'amitié et d'hostilité sont très présentes. En effet, sur les quinze chapitres, six traitent de questions d’éthique individuelle, un est consacré à la conservation du pouvoir (« Ilāḏ, Balāḏ  et Aïrākht») et sept traitent la question de l’ami et de l’ennemi. Ce thème constitue le « noyau dur » du recueil, tout particulièrement dans les cinq premiers chapitres.
C'est le cas en ce qui concerne le calomniateur qui corrompt l'amitié dans « Le Conte du Lion et du bœuf », et le mauvais sort du mouchard dans le « Conte du procès de Dimna ». Il comprend également la fraternité et la solidarité entre les animaux et la poursuite de l'affection entre eux dans « Le Conte de la Colombe à collier »",. et dans « Le rat et le chat ». « Le Conte des hiboux et des corbeaux » enseigne au prince qu''il faut ruser avec l'ennemi, et se garder de lui révéler ses intentions. Dans « La lionne, le cavalier et le chacal », après qu'un cavalier lui eut tué ses petits, et que le chacal lui eut expliqué que ses proies à elle aussi ont des enfants, se convertit au végétarisme. La morale de « L'histoire de l'ermite et de l'invité », c'est qu'il ne faut pas renoncer à ce qui nous convient pour ce qui ne nous va pas, comme vouloir cultiver des dattes sous un climat qui n'est pas adapté. L'oiseau est le symbole de la vie morale et de la nécessité de s'élever. « Le Conte du Fils du Roi et de l'Oiseau Fenzah », plaide pour la nécessité d'éviter de donner libre cours à son désir de vengeance, de même que « La lionne, le cavalier et le chacal » aborde la question du pardon et de la considération à avoir pour les malheurs qui arrivent à autrui. « Le conte d'Ilāḏ, Balāḏ et Aïrākht » définit les qualités qui prouvent la valeur du roi. « L'histoire du voyageur et du bijoutier » est un éloge de la gratitude, de même que « L'histoire du fils du roi et de ses compagnons ». « La colombe, le renard et le héron » (ou « La corneille, le serpent et le chacal ») donne une leçon sur la conséquence de donner des conseils aux autres sans les appliquer à soi-même,. « La tortue et les oiseaux » condamne la tortue victime de son attention aux bavardages.

##### Morale et politique
Ce thème de l'amitié se prête à une lecture morale, mais revêt aussi une dimension politique. Le livre correspond en effet au genre littéraire du « miroir des princes », destiné à l'édification d'un souverain. Le livre peut aussi être défini comme un apologue, qui consiste à « cacher un précepte utile sous le voile de l’allégorie. » Si l'on considère le sens symbolique comme essentiel, le livre a une signification fortement politique. L'auteur de la traduction en arabe, Ibn al-Muqaffa, proche du pouvoir, exerçait lui-même des fonctions politiques. Il est l'auteur de traités sur l'art de gouverner. La question posée par le dialogue de Dabchelim et de Bidpaï est aussi celui du rapport du savoir et du pouvoir, ou du rôle politique du sage.
Kalila et Dimna exprime une vision tragique de la condition humaine. Les personnages sont fréquemment en danger de mort : le taureau succombe dans la première histoire, puis la lionne perd ses deux petits. Le danger rôde : le chat et le rat, les pigeons se trouvent pris au piège. La figure du chasseur est souvent présente. Le monde où évoluent les personnages est hostile. Mais l'inimitié peut se transformer en son contraire. Le livre donne, sous le voile de l'allégorie, des conseils aux hommes ordinaires, mais surtout aux princes, pour endiguer les passions et la violence. C'est le roi qui est garant de la paix et de l'ordre, et le pouvoir politique apparaît comme indispensable à la société. La leçon politique donnée par les fables, loin des systèmes idéalistes comme ceux de Platon ou al-Farabi, se rapproche davantage du pragmatisme d'un Machiavel,. En effet, c'est en général le plus fort ou le plus rusé qui gagne. Les fables donnent une leçon sur les moyens de gouverner et se soucient peu de finalités éthiques. Cependant, ce pragmatisme est atténué dans la version d'al-Muqaffa par l'ajout du chapitre sur le Procès de Dimna, qui a pour but de rendre l'histoire plus morale : Dimna, qui a monté les deux amis l'un contre l'autre, doit répondre de la mort du bœuf.

### Dans la culture

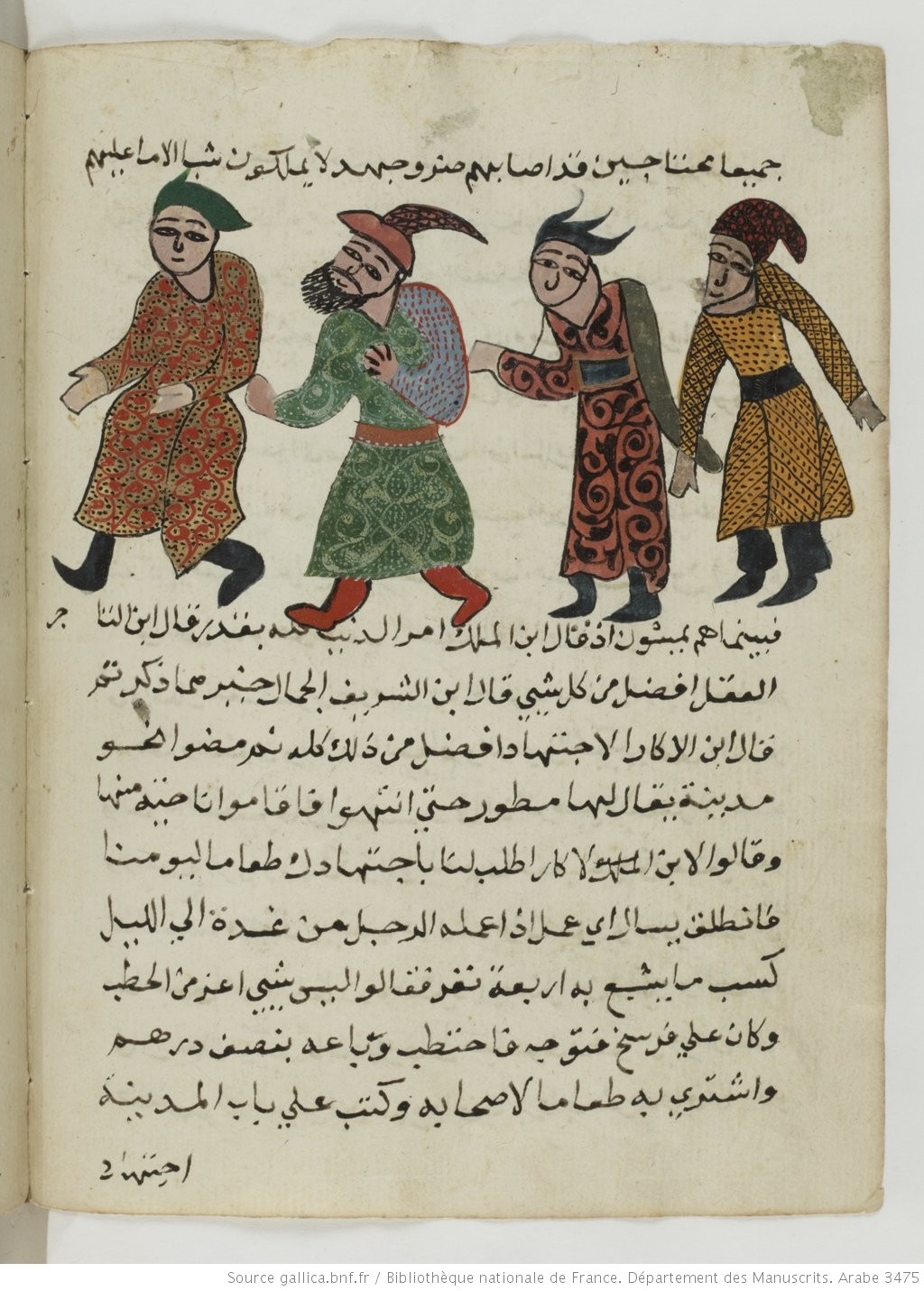
Kalila wa Dimna Le fils du roi et ses compagnons (BNF/Gallica)

De nombreux écrivains et auteurs se sont appuyés sur le livre de Kalila et Dimna dans leurs œuvres, anciennes et modernes, y compris Ibn-Al-Habariya (ar), qui a organisé les contes de  Kalila et Dimna en vers (rajaz) dans un livre intitulé « Les Résultats de l'intelligence dans Kalila et Dimna ». Parmi ses contemporains se trouve l'écrivain jordanien Jamal Nawasra, qui a écrit un livre contenant des textes théâtraux basés sur les contes du livre du même nom. En plus, le poète palestinien Muhammad Shreim l'a organisé dans un livre intitulé "Joyaux de sagesse dans le monde de Kalila et Dimna", comprenant 3568 versets en 321 pages.
Kalila et Dimna est également apparu dans de nombreuses expositions, dont la plus importante est peut-être celle d'un manuscrit de Kalila et Dimna à la Foire internationale du livre de Riyad. Il se compose de 156 pages datant de l'an 747 AH et est actuellement conservé au Centre de recherche et d'études islamiques du roi Fayçal. Une exposition a également eu lieu dans la capitale bahreïnite, Manama, sous le titre Kalila and Dimna Stories Through Time, qui est le fruit d'un travail conjoint entre le Musée national de Bahreïn et le Musée des enfants de la ville américaine d'Indianapolis. À Paris, en 2015, L'Institut du Monde Arabe a organisé une exposition sur Kalila et Dimna, intitulée Paroles de bêtes (à l'usage des princes). La chaîne pour enfants Al Jazeera a produit une série de dessins animés intitulée Kalila et Dimna, qui a été diffusée pour la première fois en septembre 2006.
L'histoire « La colombe, le renard et le héron » a inspiré le compositeur Moneim Adwan.
La Bibliothèque Nationale de France possède plusieurs manuscrits, certains richement enluminés, et leur a consacré une exposition virtuelle.

#### Influence sur la littérature mondiale
Le livre a eu un impact sur un certain nombre d'œuvres littéraires internationales. Les chercheurs ont trouvé de fortes similitudes entre certains des contes de Kalila et Dimna et les Fables d'Ésope, ainsi qu'entre eux et les fables de Marie de France, en plus d'autres histoires célèbres. Il a également été constaté qu'il existe des fables animales similaires dans la plupart des cultures du monde. SI l'Inde en est la source, ce type de contes allégoriques enchâssés sont typiques de la culture orientale. L'auteur français de fables Jean de La Fontaine a également admis que ses œuvres s'inspiraient de ce livre, comme il l'a déclaré dans l'introduction de son deuxième livre de fables : « C'est le deuxième livre de fables que je présente au public. .. Je dois admettre que la plus grande partie a été inspirée par le livre du sage indien Bilbay. » Certains y voient également l'origine de certains contes des Mille et Une Nuits et de Sinbad, ainsi que de nombreuses œuvres littéraires occidentales d'histoires, de poèmes, etc. La Disciplina clericalis de Pierre Alphonse présente également des traces manifestes d'emprunts à Kalila, tout particulièrement au récit autobiographique de Borzouyeh.